# Franco (Mirandela)
Franco é uma povoação portuguesa do Município de Mirandela que foi sede da extinta Freguesia de Franco, freguesia que tinha 17,15 km² de área e 244 habitantes (2011), e, por isso, uma densidade populacional de 14,2 hab/km².
A Freguesia de Franco foi extinta (agregada) pela reorganização administrativa de 2012/2013, tendo o seu território sido agregado ao da Freguesia de Vila Boa para criar a União de Freguesias de Franco e Vila Boa.

## História
Franco é uma povoação bastante antiga. Só a partir de 1890, existem diplomas legais que referem a sua transferência para outros Concelhos.
De acordo com os dados, reportados ao ano de 1994, da Direcção Geral do Ambiente/Núcleo do Atlas, a área da Freguesia de Franco, é de 1.715 hectares. Segundo a mesma fonte, a área média das Freguesias no Município de Mirandela é de 18 hectares, o do Distrito de Bragança, apresenta valores médios na ordem dos 22 hectares, por Freguesia.
A Freguesia de Franco, fica situada no extremo ocidente do Município de Mirandela, a que pertence, de cuja sede dista cerca de 16 km, e fazendo limite com os Municípios de Murça e de Valpaços.
Abrigado por algumas respeitosas elevações, como o Cimo do Colado, a Serra do Pinheiro ou a Fraga do Rei Orelhão (onde o povo diz que habitou um Rei Mouro, e se podem ver restos de muros e cerâmica para cobertura), dispõe-se na perpendicular de um pequeno planalto em declive para o IP4, e antiga Estrada Nacional Nº. 15 - Porto / Bragança. Exibir mapa ampliado
Assim deixando esta via, sobe-se uma pequena encosta, e depara-se com um grandioso largo (Largo da Feira, onde faziam as feiras quinzenais dos 10 e 21) à volta do qual há várias habitações, algumas delas de antigas casas rurais abastadas, em cantaria e de aspecto semi nobre, a Escola Primária, a Junta de Freguesia, o Infantário, a imponente Fonte dos Diamantes (construída em 1950 e que sofreu obras profundas de restauro em 1996/97). É também no Largo onde ainda hoje existem os comércios da Aldeia (dois cafés, duas mercearias e um restaurante).
Depois, a Rua de Cima dá seguimento para Vales, Zebras e a Sede de Concelho destas Valpaços. Na oblíqua desta, estão outras ruas para Ocidente, destacando-se a que vai ter à Capela de S. Roque, e se reúne com a de Cima, junto à Igreja (as ruas da Aldeia, vistas da Capela de Sta. Bárbara, dão a ideia exacta de estarmos a ver um grande y).
Ficamos de imediato com a agradável impressão de um povoado franco e acolhedor, quanto airoso e digno de melhor se conhecer.
No que respeita a dados históricos, (segundo MEMÓRIAS ARCHEOLOGICO-HISTORICAS do DISTRITO DE BRAGANÇA por Francisco Manuel Alves) surge-nos em vários lugares, como nas Inquirições tiradas pelos anos de 1258. Franco é ainda hoje apelido bem conhecido e já o era no século XI, em que um Adrianus Francus serve de testemunha; porém, aqui talvez provenha de alguma colónia de franceses (francos dos documentos antigos, que se estabeleceu na povoação ou por qualquer circunstância lhe deu o nome. Nenhum facto histórico local conhecemos que autorize tal conjectura, além do geral referente a muitos franceses que se fixaram em Portugal nos primórdios da monarquia. Franco é apelido nobre em Portugal). A povoação, aparece já com o actual nome e também como «Francos». Um documento de 1087 fala-nos de um tal Adrianus Francus, possessor de alguma herdade ou talvez, repovoador do território da Povoação.
Fez parte do extinto Concelho de Lamas de Orelhão até 31 de dezembro de 1853. Judicialmente aparece em 1839 pertencente a Chaves, para depois, em 1852 passar para o actual (município) de Mirandela. Em 1865 é criada a Escola Primária. Nessa data, possuía cerca de 183 fogos. Em 22 de abril de 1957 deixou de ter Vila Boa como anexa, o que contribuiu drasticamente para a diminuição da sua população total.
Na primeira metade deste século foram aqui encontradas muitas moedas de prata com efigies de Imperadores Romanos. Há no termo da Freguesia alguns vestígios arqueológicos, descobriu-se em 1996/97 o que pensamos ser uma Mamoa, já parcialmente destruída pelas culturas e beneficiações introduzidas no caminho agrícola com a qual confina e que vai dar à ponte « Velha », encontram-se ainda restos de muros e de cerâmica para coberturas, uso da casa e de adorno.
A Ponte Velha, é uma ponte de um só arco que atravessa a Ribeira dos Moínhos, toda ela construída em pedra e ladrilhada com a mesma. É ainda da memória de muitos habitantes vivos da Aldeia, esta ter ainda todo o gradeamento em pedra e intacto, com o passar dos tempos e a construção da nova ponte na Estrada Nacional Nº. 15, a ponte Velha foi ficando abandonada e as cheias e larápios de pedras para construções, provocaram a degradação da ponte e hoje nada resta do gradeamento. Pensamos que será de construção Romana ou românica e que seria através dela que se faziam as ligações de diligências à estrada romana de Murça, com passagem pelo Franco, onde existia uma Estalagem, da qual existem ainda algumas instalações completamente degradadas.
Nas imediações da Freguesia, entre esta e o lugar de Zebras, são ainda bem visíveis ruínas de casas e ruas da antiga povoação do «Cadeirão», da qual, ainda vivem em outras Localidades (Varges, Concelho de Murça) descendentes de habitantes deste Povoado e que são Alcunhados de «Cadeirão».
A população total desta Freguesia é de 308 habitantes, agrupados em 88 núcleos familiares residentes e 164 alojamentos, conforme os resultados definitivos do XIII Recenseamento Geral da População de 1991, do Instituto Nacional de Estatística.
Ainda segundo a mencionada fonte, a população média nas 37 Freguesias do Município de Mirandela é de 681 habitantes excluindo os valores de população da Sede deste Município (consideravelmente a mais populosa - 8.189 habitantes), a população média das restantes 36 Freguesias passa para os 472 habitantes, o que já coloca a Freguesia de Franco mais próxima dos valores médios Concelhios. A população média das Freguesias (298) do Distrito de Bragança, é de 529 habitantes.
A população da Freguesia de Franco é de 290 habitantes, de acordo com o apuramento dos resultados provisórios do referido Recenseamento.
Em 1990, esta Freguesia apresentava 356 eleitores e, em 1995, 345 eleitores, o que evidencia um decréscimo na ordem dos 3%, neste período de cinco anos, conforme os dados do Secretariado Técnico dos Assuntos para o processo Eleitoral - STAPE - MAI.

## População
| População da freguesia de Franco | População da freguesia de Franco | População da freguesia de Franco | População da freguesia de Franco | População da freguesia de Franco | População da freguesia de Franco | População da freguesia de Franco | População da freguesia de Franco | População da freguesia de Franco | População da freguesia de Franco | População da freguesia de Franco | População da freguesia de Franco | População da freguesia de Franco | População da freguesia de Franco | População da freguesia de Franco |
| -------------------------------- | -------------------------------- | -------------------------------- | -------------------------------- | -------------------------------- | -------------------------------- | -------------------------------- | -------------------------------- | -------------------------------- | -------------------------------- | -------------------------------- | -------------------------------- | -------------------------------- | -------------------------------- | -------------------------------- |
| 1864                             | 1878                             | 1890                             | 1900                             | 1911                             | 1920                             | 1930                             | 1940                             | 1950                             | 1960                             | 1970                             | 1981                             | 1991                             | 2001                             | 2011                             |
| 549                              | 548                              | 703                              | 655                              | 650                              | 658                              | 500                              | 884                              | 1 025                            | 596                              | 521                              | 440                              | 308                              | 302                              | 244                              |

Nos anos de 1890 a 1930 tinha anexada a freguesia de Vila Boa. Pelo decreto lei nº 27.424, de 31/12/1936, Vila Boa passou a fazer parte desta freguesia. Pelo decreto lei nº 41.081, de 22/04/1957, a freguesia de Vila Boa passou de novo a ser autónoma

## Economia
Os seus habitantes dedicam-se essencialmente à agricultura, com abundantes produções de azeite, amêndoa, cereal, vinho e cortiça. Algum gado à mistura, ovelhas, cabras, bois (registe-se, pelo que se sabe, é ainda a única Aldeia do Concelho que tem no activo uma junta de bois e respectivas alfaias agrícolas necessárias para os diversos trabalhos agrícolas) e vacas leiteiras, vão ajudando nos trabalhos agrícolas e no orçamento familiar. Técnicas e instrumentos antigos, usam-nos a par de alguma mecanização, mas limitada pelos terrenos inclinados, montanhosos e de pequenas dimensões por vezes.

## Património
Os lugares de encontro em tempo de lazer são o Largo da Feira, a Igreja Matriz, a Estrada Nacional Nº. 15, ou nas soleiras das suas típicas habitações.
Pode-se admirar a Igreja com a data de 1801, a Ribeira da Pousada e a Ribeira dos Moínhos (com alguns a funcionar temporariamente até há poucos anos), a ponte Nova na estrada nacional número quinze que atravessa a Ribeira dos Moínhos. Mais recentemente, no Verão, os jovens desta e outras Localidades, deslocam-se com alguma frequência para o Açude existente na Ribeira dos Moínhos. O açude foi construído em 1996, num espaço onde existiam alguns vestígios de outro utilizado para regas, mas já totalmente destruído pelas inundações frequentes no Inverno. A ponte dita Romana, a Capela de S. Roque, construída em xisto polido (privada) com arco lateral que a liga a uma apalaçada casa de habitação do século XIX e que dá acesso directo ao Coro da Capela. (contam alguns idosos da Aldeia que a Capela de S. Roque e respectiva casa, terão em tempos sido propriedade de um Bispo, na qual terá havido um grande incêndio e que posteriormente passou a ser propriedade de um Padre. Até aos dias de hoje, seguiu o percurso normal que passa por qualquer propriedade) são com certeza motivos de agrado dos visitantes.
Agradáveis no conversar, "francos" para um naco de pão ou uma tira de presunto e um copo de vinho, não escondem as suas preocupações de progresso, dentro da sua calma e pureza bem patentes, e apontam o seu acatamento pela menos atenção a que eram votados por vezes, devido à inércia de alguns dos seus homens, quando responsáveis pelos destinos da T erra, pela Câmara Municipal e distância da Sede de Concelho, agora ultrapassada pelo IP4, que ali mesmo tem um nó de saída e de entrada e pela dinâmica que outros homens lhe conseguiram dar.
É de salientar a existência da Associação Cultural e Recreativa de Franco, criada e publicada no Diário de República em 1982, que à data da sua criação tinha um grupo de teatro amador e que se manteve em actividade até finais dos anos oitenta e que com o apoio do Inatel deu a conhecer o nome do Franco nos vários locais por onde passou. Depois dos anos oitenta, por falta de juventude, pela morte de uma das suas responsáveis e animadora (D. Beatriz Vitorino) e pela falta de interesse e motivação dos jovens existentes, o grupo extinguiu-se e a Associação deixou de ter actividades.
Mediante a consulta da publicação «Lista Oficial das Freguesias», editada pela DGAA em Julho de 1995, considera-se que esta Freguesia é Única, ao nível do Continente e Regiões Autónomas, que apresenta a toponímia de «Franco».
Conforme o «Repertório Toponímico de Portugal», editado em 1967 pelos ex-Serviços Cartográficos do Exército, do ex-Ministério do Exército, e igualmente a nível Nacional, existe apenas outra Povoação com a mesma toponímia situada na Freguesia de Lavos (Município de Figueira da Foz), para além de Franco de Baixo e Franco de Cima, no Município da Lousã, igualmente no Distrito de Coimbra.
Os habitantes de Franco, e em consequência da toponímia da sua Terra adquiriram o nome de Francoenses. O nome dá a entender que é uma descrição exata do carácter deste povo, uma povoação «Franca» em todos os aspetos da sua vida.